# 香港仏教聯合会

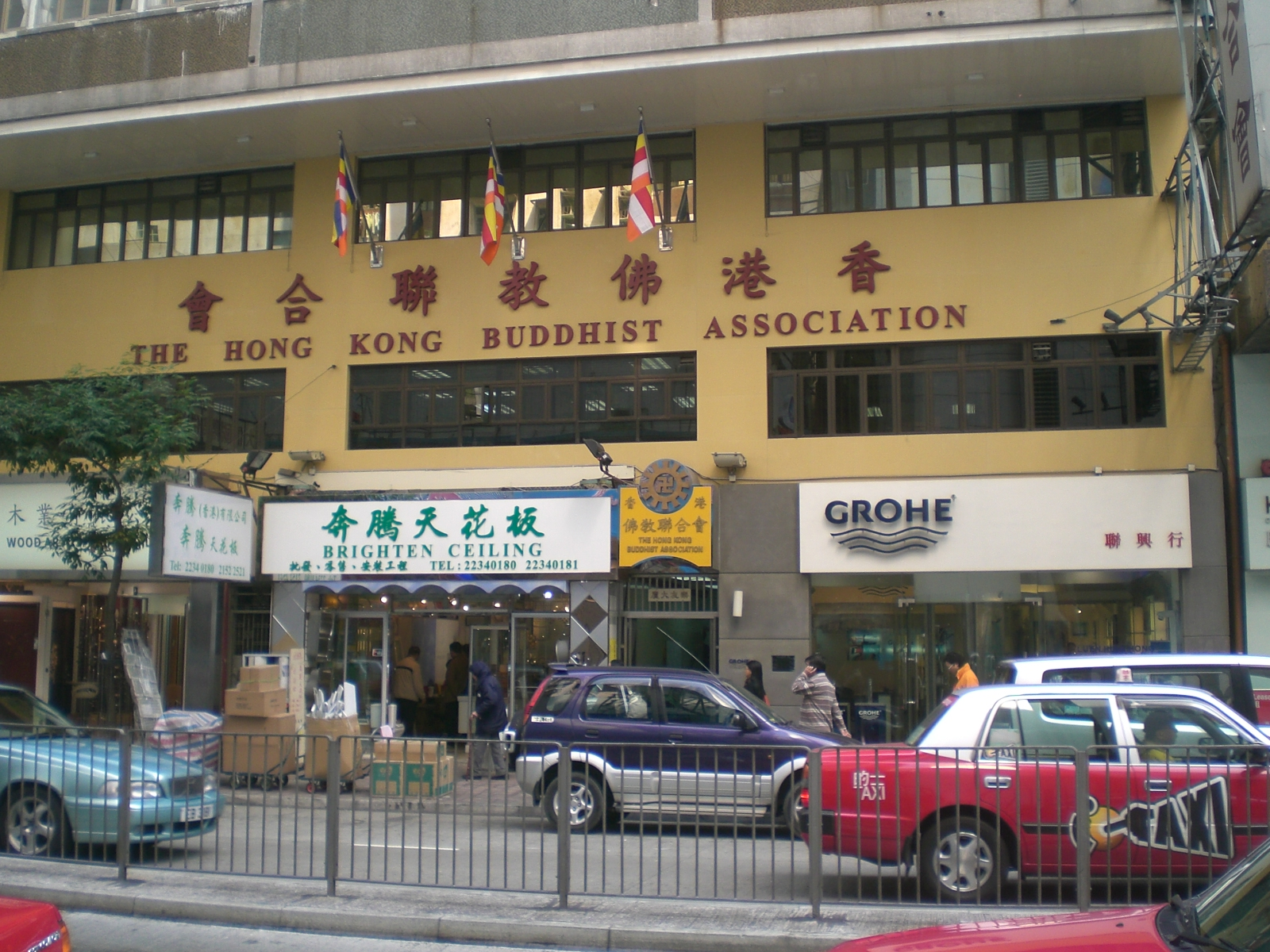
湾仔駱克道338号にある香港仏教聯合会

香港仏教聯合会（ホンコンぶっきょうれんごうかい、略称佛聯會）は1945年に設立された、香港における仏教の主要な組織の一つである。その主な目的は、仏教の普及および慈善事業の実施である。会員数はおよそ1万人にのぼり、比丘、比丘尼、在家の男性・女性居士が含まれる。香港仏教聯合会は、香港の仏教界および社会において一定の地位と影響力を有し、仏教徒の間や国際仏教界でも高い評価を得ている。しかし、性格としては親睦団体であり、仏聯会に属さない寺廟を監督する権限は持たない。
現在の会長は釋寬運法師。

## 歴史

### 前身
1941年12月8日、太平洋戦争が始まると、広東省から南下した日本軍は香港へと侵攻、25日に香港のイギリス軍は日本軍に対して降伏し、「三年八ヶ月」にわたる日本軍政が始まった。当時、日本の占領地総督部は香港に対してさまざまな社会改革を行い、その中には宗教分野も含まれていた。1942年2月、日本軍は西本願寺の僧侶・宇津木二秀を香港に派遣し、現地の仏教を統率させるとともに、日本仏教と中国仏教の融合を図ろうとした。これにより「香港仏教聯合会」が設立され、宇津木と釈茂峰が共同で会長に就任した。さらに1944年、香港の浄土真宗、真言宗、日蓮宗、曹洞宗を中心に「香港仏教会」も設立された(p87)。1945年、日本の戦局は悪化の一途をたどり、敗戦が迫る中、宇津木は西本願寺が香港に所有していた資産が戦後にイギリスに接収されることを恐れ、それらの資産を在家信者である陳静濤と林楞真に譲渡した。

### 成立
陳静濤と林楞真は、比丘、比丘尼、男女在家信徒の四衆弟子を含む「香港仏教聯合会」の設立を発起し、華民政務司に対して正式な仏教団体としての再登録を申請し、認可を得た(p88)。かつて旧「仏聯会」に参加していた香港側の仏教関係者たちが改めて設立式を挙行し、釋筏可が理事長（現在の会長に相当）に就任した。

## 歴代会長
- 釋筏可（1945年 - 1965年にかけて第1〜11屆会長、創設メンバー）
- 釋覺光（1966年－2014年にかけて第12〜60屆会長、創設メンバー）
- 釋智慧（2015年－2017年にかけて第61〜63屆会長）
- 釋寬運（2018年〜）

## 歴代名誉会長
- 釋永惺（2015年－2016年擔任第61至62屆榮譽會長）
- 釋智慧（2018年－2019年擔任第64至65屆榮譽會長）

## 附属学校
仏聯会は政府からの資助中学を12、直資中学を1、資助小学を7、非営利幼稚園を8つ運営している。
- 中学
  - 仏教黄鳳翎中学
  - 仏教大雄中学
  - 仏教善徳英文中学
  - 仏教筏可紀念中学（直資中学）
  - 仏教大光慈航中学（大光園と合同運営）
  - 仏教葉紀南紀念中学
  - 仏教沈香林紀念中学
  - 仏教覚光法師中学
  - 仏教黄允畋中学
  - 仏教孔仙洲紀念中学
  - 仏教慧因法師紀念中学（廃止）
  - 仏教何南金中学
  - 仏教茂峰法師紀念中学

- 小学
  - 仏教中華康山学校
  - 仏教黄焯菴小学
  - 仏教慈敬学校
  - 仏教林炳炎紀念学校
  - 仏教林金殿紀念小学
  - 仏教栄茵学校
  - 仏教陳栄根紀念学校

- 幼稚園
  - 仏教金麗幼稚園
  - 仏教曾果成中英文幼稚園
  - 仏教沈東福幼稚園
  - 仏教傅康幼稚園
  - 仏教慈光幼稚園
  - 仏教真如李琴芝紀念幼稚園
  - 仏教慈慧幼児園
  - 仏教陳策文伉儷幼稚園

## 社会活動
- 青少年施設
  - 香港仏教聯合会青少年中心

- 高齢者施設
  - 仏教沈馬瑞英護理安老院
  - 仏教傅黄合長者鄰舍中心
  - 仏教正行長者隣舍中心
  - 仏教張妙願長者隣舍中心
  - 仏教何潘月屏長者文化服務中心

- 医療
  - 香港仏教医院
  - 香港仏教聯合会—香港大学中医診所暨教研中心
  - 香港仏教聯合会張経泰伉儷紀念中医流動診所
  - 香港仏教聯合会紹根法師綜合中医服務中心
  - 香港仏教聯合会慈済中医診所
  - 香港仏教聯合会青山寺中医服務中心
  - 正行中医服務站

- 研修施設
  - 香港仏教聯合会陳馬美玉紀念康楽営
  - 香港仏教聯合会沙田活動中心

- 葬儀・墓園
  - 香港仏教墳場

- 布教・その他
  - 香港仏教月刊
  - 香港仏教聯合会東涌活動中心
  - 香港仏教僧伽学院